# ファイロファックス/トラブル手帳で大逆転
『ファイロファックス/トラブル手帳で大逆転』（原題：Taking Care of Business）は1990年のアメリカ映画。日本では1991年6月21日でビデオスルーとなった。

## キャスト
- ジミー・ドースキー - ジェームズ・ベルーシ
- スペンサー・バーンズ - チャールズ・グローディン
- デビー・リプトン - アン・デ・サルヴォ
- エリザベス・バーンズ - ヴェロニカ・ハメル
- ジュエル・ベントレー - ローリン・ロックリン
- ウォルター・ベントレー - スティーヴン・エリオット
- トールマン所長 - ヘクター・エリゾンド
- サカモト氏 - マコ
- ダイアン・コナーズ - ゲイツ・マクファーデン
- テッド・ブラッドフォード - ジョン・デ・ランシー
- ハミルトン - テレンス・マクナリー
- J・B - ケン・フォリー